# آب‌انبار امامزاده علی‌اکبر
آب‌انبار امامزاده علی اکبر مربوط به دوره پهلوی دوم است و در شهرستان گرمسار، بخش آرادان، دهستان یاتری، روستای امامزاده علی اکبر، داخل محوطه امامزاده واقع شده و این اثر در تاریخ ۲۲ آبان ۱۳۸۶ با شمارهٔ ثبت ۲۰۱۶۲ به‌عنوان یکی از آثار ملی ایران به ثبت رسیده‌است.